# Cantone di Sainte-Anne
Il cantone di Sainte-Anne è una divisione amministrativa situato nel dipartimento e regione della Martinica.

## Comuni
- Sainte-Anne